# Gruta do Zé Pereira
A Gruta do Zé Pereira é uma gruta portuguesa localizada na freguesia da Candelária, concelho da Madalena do Pico, ilha do Pico, arquipélago dos Açores.
Esta cavidade apresenta uma geomorfologia de origem vulcânica em forma de tubo de lava localizado em encosta. Esta estrutura geológica apresenta um comprimento de 68 m. por uma altura máxima de 3 m. e por uma largura também máxima de 8 m.
Este acidente geológico encontra-se classificado como fazendo parte da Paisagem Protegida de Interesse Regional da Cultura da Vinha da Ilha do Pico.